# Croton polot
Croton polot là một loài thực vật có hoa trong họ Đại kích. Loài này được Burm.f. mô tả khoa học đầu tiên năm 1768.